# 샌와킨영양다람쥐
샌와킨영양다람쥐 또는 넬슨영양다람쥐(Ammospermophilus nelsoni)는 다람쥐과에 속하는 설치류의 일종이다. 미국 캘리포니아주 샌와킨 계곡에서 발견된다.

## 분포 및 서식지
샌와킨영양다람쥐는 샌와킨 계곡의 경사면과 계곡 서부 끝단을 따라서 능선 정상에서 발견된다. 샌와킨 계곡의 토착종이지만, 현재는 초기에 서식하던 곳보다 더 넓은 지역에서 서식한다. 샌와킨 계곡이 농경지로 크게 잠식되어 서식지가 줄어듬에 따라서 개체수가 감소되어 멸종위협종으로 분류되고 있다.